# یواس‌اس سکواچی (ای‌اوجی-۲۱)
یواس‌اس سکواچی (ای‌اوجی-۲۱) (به انگلیسی: USS Sequatchie (AOG-21)) یک کشتی بود که طول آن 220 ft 6 in بود. این کشتی در سال ۱۹۴۳ ساخته شد.